# Anaperus rubellus
Anaperus rubellus är en plattmaskart som beskrevs av Westblad 1945. Anaperus rubellus ingår i släktet Anaperus och familjen Anaperidae. Arten är reproducerande i Sverige. Inga underarter finns listade i Catalogue of Life.